# 科達蓮湖
科達蓮湖（英語：Lake Coeur d'Alene）位于美国爱达荷州西北部，华盛顿州斯波坎以东40公里。

## 水文
科達蓮湖湖长48公里，宽1.6～4.8公里，湖岸线长175公里。主要入湖河流为科達蓮河和圣乔河，两河在湖东南岸入湖。湖水从北端经斯波坎河出流。

## 地理環境
科達蓮湖以优美的湖光山色而闻名，是著名的旅游胜地。湖南半部紧邻科达伦印第安人居留地。沿岸主要城市是位于北端的科達蓮，是本地林区和矿区西端尽头，为库特内县首府。
「科達蓮」一名为法国人对当地印第安人一个部族的称呼，其源已不可考。